# Vescomtat de Dacs
El vescomtat de Dacs (en francès Dax) fou una jurisdicció feudal de Gascunya centrada a la ciutat de Dacs.
A la mort del duc de Gascunya Sanç IV el 977 les terres d'Oloron, Tursan, Dacs (Dax), Orte, i Gabardà amb títol vescomtal (vescomte de Gascunya) foren heretades pel seu fill Aner, que probablement ja les governava abans. Aner va morir no gaire després, vers el 978 i va repartir els seus dominis entre els seus tres fills: Sanç, que va rebre el vescomtat de Tursan; Donat, que va rebre el vescomtat de Gabardà; i Llop que va rebre el vescomtat d'Oloron. Llop va morir vers el 985 i va repartir els seus dominis entre dos fills: Aner, que va rebre Oloron, i Arnau que va rebre Dacs (Dax) amb Orte. El seu fill Garcia Arnau conegut per Toquelis el va seguir en ambdós vescomtats i va morir abans del 1061 entrant llavors en un període incert. Sembla que la successió pogué anar a un fill anomenat Arnau II (que segurament va governar Dacs) i un altre anomenat Llop Garcia que primer fou vescomte a Orte però potser va heretar a sa germà i vers el 1065 va deixar repartir el vescomtat reunificat entre els dos fills: Ramon I que va rebre el vescomtat de Dacs (Dax) i Garcia que va rebre el Vescomtat d'Orte. Ramon I va tenir com successor al seu fill Arnau III, i aquest la seva filla Geralda I (que tenia uns deu anys). La vescomtessa es va casar un temps després, vers el 1100, amb Pere Arnau (conegut per Arnau Dat o Dat Arnau) senyor d'Ostabarret (euskera: Oztibarre), d'una línia col·lateral de la família. Va morir el 1140 i va deixar la successió al seu fill Ramon II i aquest al seu fill Pere II. A la mort de Pere només va deixar una filla, Navarrina, que tenia uns set anys; passats els 20 anys es va casar amb el vescomte de Tartàs Arnau Ramon III i el vescomtat de Dacs va passar així al Vescomtat de Tartàs.
La branca d'Osbarret (Ostabarret?) arrenca de Garcia (o Garcia Arnau) vescomte de Dax que va deixar dos fills Llop i Arnau. Aquest darrer sembla que va governar Dacs però al morir vers el 1061 o 1062 l'herència va recaure en Llop. Arnau fou conegut per Arnau Garcia de Mixa i va morir vers el 1072, deixant més d'un fill; un dels fills fou Dat Arnau de Mixa, nascut abans de 1060, senyor d'Osbarret (Ostabarret?), que vers el 1100 es va casar amb la vescomtessa hereva Geralda.

## Llista de vescomtes
- Arnau I Llop 985-1029
- Garcia I Arnau 1029-vers 1050
- Arnau II Garcia vers 1050-1062
- Llop I Garcia vers 1062-1065
- Ramon I Llop vers 1065-1089
- Arnau III (fill) 1089-1090
- Geralda (filla) 1090-1140
- Pere Arnau (espòs) 1100-?
- Ramon II (fill) 1140-1167
- Pere II (fill) 1167-1170
- Navarrina (filla) 1170-vers 1185
- Arnau Ramon (III de Tartàs) vers 1185 (espòs)

## Branca d'Osbarret (Ostabarret?) o Mixa
- Arnau Garcia vers 1061-1062
- Pere Arnau (Dat Arnau o Arnau Dat) 1062-vers 1120